# Rivière du Nord (rivière Alex)
Pour les articles homonymes, voir Rivière du Nord.
La rivière du Nord est un affluent de la rivière Alex, coulant dans le territoire non organisé de Passes-Dangereuses, dans la municipalité régionale de comté de Maria-Chapdelaine, dans la région administrative du Saguenay–Lac-Saint-Jean, au Québec, au Canada. Le cours de cette rivière coule entièrement dans la zec des Passes.
La foresterie constitue la principale activité économique du secteur ; les activités récréotouristiques, en second.
La route forestière R0250 (chemin de Chute-des-Passes) contourne du côté Ouest le lac aux Grandes Pointes. Quelques routes forestières secondaires desservent la vallée de la rivière du Nord, surtout pour les besoins de la foresterie et des activités récréotouristiques,,.
La surface de la rivière du Nord habituellement gelée de la fin novembre au début avril, toutefois la circulation sécuritaire sur la glace se fait généralement de la mi-décembre à la fin mars.

## Géographie
Les principaux bassins versants voisins de la rivière du Nord sont :
- côté Nord : lac Alex, rivière du Portage, ruisseau Margot, rivière Alex, rivière D'Ailleboust, rivière au Serpent, rivière Péribonka ;
- côté Est : rivière Alex, rivière Péribonka, rivière Shipshaw, Petit lac Onatchiway, lac Onatchiway, rivière Onatchiway ;
- côté Sud : rivière Alex, rivière des Épinettes Noires, rivière des Aigles, rivière Brûlée, rivière Péribonka ;
- côté Ouest : rivière Doucet, Petite rivière Péribonka, rivière Mistassibi, rivière Patrick Ouest[2].

La rivière du Nord prend sa source à l’embouchure d’un petit lac non identifié (longueur : 0,3 km ; altitude : 561 m). Ce lac est alimenté par des ruisseaux de montagnes. L’embouchure de ce lac est située au Sud d’un sommet (altitude : 647 m) à l’Ouest ; un deuxième (altitude : 624 m) à l’Est. Cette source de la rivière est située à :
- 9,2 km à l’Ouest du cours de la rivière Alex ;
- 31,0 km à l’Est du cours de la rivière Mistassibi ;
- 11,4 km au Nord-Ouest de l’embouchure de la rivière du Nord (confluence avec la rivière Alex) (à la hauteur du lac aux Grandes Pointes) ;
- 46,3 km au Nord de l’embouchure de la rivière Alex (confluence avec la rivière Péribonka).

À partir de sa source, située dans la partie centre de la zec des Passes, entre le cours de la rivière Alex (situé du côté Est) et le cours de la rivière Mistassibi, le cours de la rivière du Nord descend sur 13,3 km entièrement en zones forestières dans une vallée entourée de montagnes, selon les segments suivants :
- 7,7 km vers le Sud-Est, jusqu’à un ruisseau (venant du Nord) ;
- 5,6 km vers le Sud-Est en traversant deux petits lacs et en coupant la route forestière R0250 en fin de segment, jusqu'à l'embouchure de la rivière[2].

L'embouchure de la rivière du Nord se déverse au fond d’une baie sur la rive Est du lac aux Grandes Pointes, lequel est traversé vers le Sud par la rivière Alex. Cette confluence est située à :
- 21,0 km à l’Ouest du cours de la rivière Péribonka ;
- 11,8 km au Sud du lac Alex (traversé vers le Sud par la rivière Alex) ;
- 36,1 km au Nord de l’embouchure de la rivière Alex (confluence avec la rivière Péribonka) ;
- 58,6 km au Nord-Est de l’embouchure de la rivière Péribonka (confluence avec le lac Saint-Jean) ;
- 60,8 km au Nord de l’embouchure du lac Saint-Jean (confluence avec la Grande Décharge) ;
- 66,7 km au Nord du centre-ville d’Alma[2].

À partir de l’embouchure de la rivière du Nord, le courant descend le cours de la rivière Alex ; puis le courant suit le cours de la rivière Péribonka, d’abord vers le Nord-Ouest, puis vers le Sud-Ouest. À l’embouchure de cette dernière, le courant traverse le lac Saint-Jean vers l’Est, puis emprunte le cours de la rivière Saguenay vers l’Est jusqu'à la hauteur de Tadoussac où il conflue avec le fleuve Saint-Laurent.

## Toponymie
Le toponyme "Rivière du Nord" a été officialisé le 15 décembre 1968 à la Banque des noms de lieux de la Commission de toponymie du Québec.